# Petaurillus emiliae
Petaurillus emiliae är en däggdjursart som beskrevs av Thomas 1908. Petaurillus emiliae ingår i släktet Petaurillus och familjen ekorrar. IUCN kategoriserar arten globalt som otillräckligt studerad. Inga underarter finns listade i Catalogue of Life.
Arten beskrevs efter en individ som naturforskaren Dr. Charles Hose hade i sin samling. Artepitet i det vetenskapliga namnet hedrar Hoses hustru Emilia.
Denna ekorre förekommer bara i en liten region på norra Borneo. Arten är bara känd från en enda individ som hittades 1901. Den upptäcktes i en skog.